# Aardbeving West-Java 2009
Op woensdag 2 september 2009 om 14:55 uur lokale tijd, vond er een aardbeving plaats in de provincie West-Java, op het eiland Java in Indonesië. De aardbeving had een van 7,3 op de momentmagnitudeschaal (7 op de schaal van Richter) en is daarmee de zwaarste aardbeving sedert die van 2006. Het hypocentrum lag ongeveer 35 kilometer van de Zuidwestkust van Java, 49 kilometer onder de zeebodem. Even werd gevreesd voor een tsunami, maar het tsunami-alarm werd een halfuur na de beving afgeblazen. Er vielen minstens 63 doden en 87.000 huizen werden vernield.
De beving werd gevoeld tot in de hoofdstad Jakarta, zo'n 200 kilometer verderop. Op dezelfde dag, om 16:28 uur lokale tijd, vond een naschok plaats met een kracht van 4,9 Mw.

## Slachtoffers
De Jakarta Post publiceerde op 4 september 2009 de onderstaande geverifieerde slachtoffers per regio.
| Regio        | Aantal     |
| ------------ | ---------- |
| Cianjur      | 21         |
| Garut        | 10         |
| Tasikmalaya  | 9          |
| Bandung      | 8          |
| Ciamis       | Minstens 1 |
| Sukabumi     | Minstens 1 |
| Bogor        | Minstens 1 |
| West Bandung | Minstens 1 |